# Pfarrhaus (Rivenich)

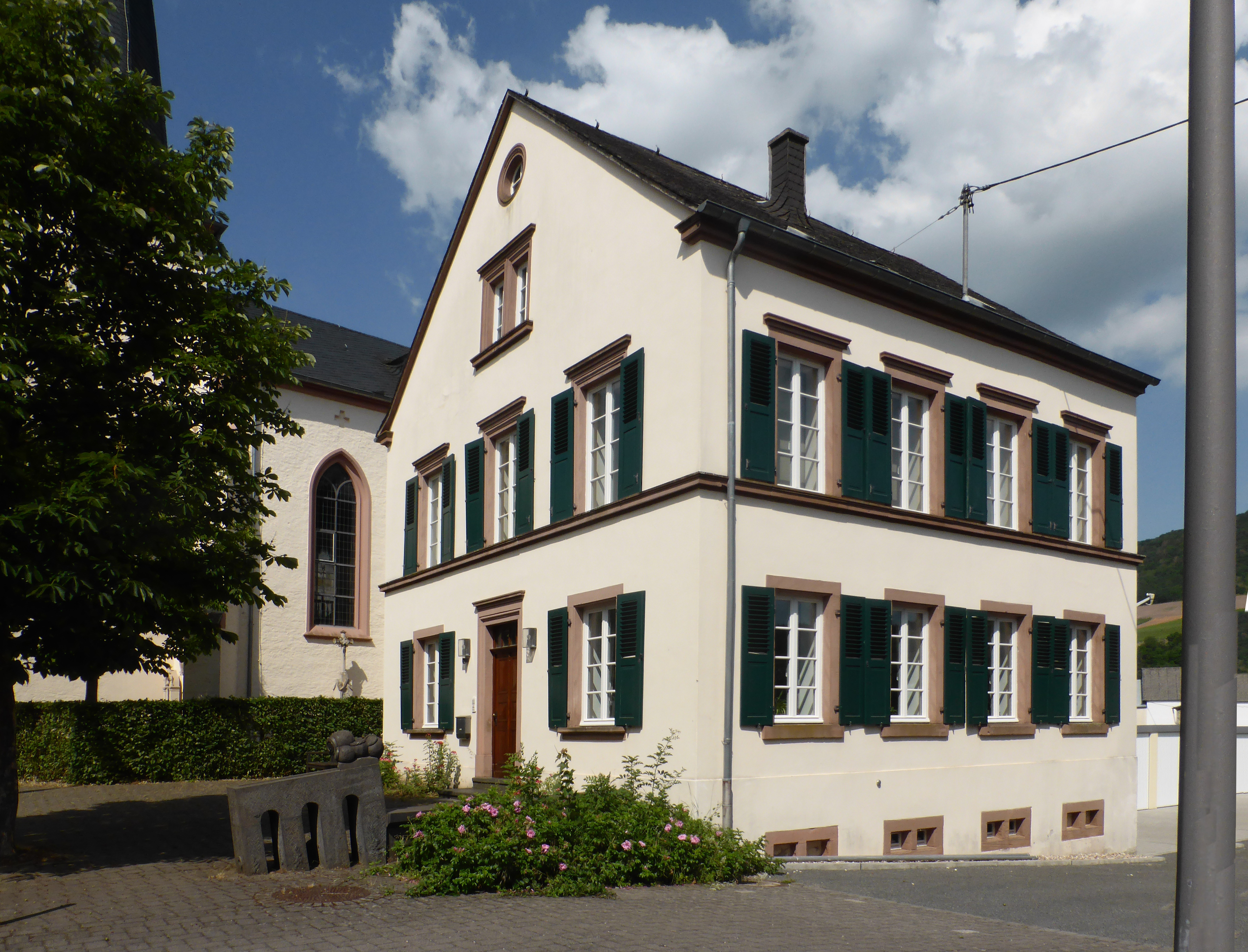
Ehemaliges Pfarrhaus in Rivenich

Das katholische Pfarrhaus in Rivenich, einer Ortsgemeinde im Landkreis Bernkastel-Wittlich in Rheinland-Pfalz, wurde in der zweiten Hälfte des 19. Jahrhunderts errichtet. Das ehemalige Pfarrhaus an der Raiffeisenstraße 3, südlich der katholischen Pfarrkirche St. Briktius gelegen, ist ein geschütztes Kulturdenkmal.
Der zweigeschossige spätklassizistische Putzbau mit drei zu vier Fensterachsen besitzt ein umlaufendes Gesims, Fenster- und Haustürrahmungen in Sandstein.